# Carthage (Tennessee)
Carthage település az Amerikai Egyesült Államok Tennessee államában, Smith megyében, melynek megyeszékhelye is. Lakosainak száma 2291 fő (2020. április 1.).

## Népesség
A település népességének változása:

| 2010 | 2 306 |
| 2020 | 2 291 |